# Fabien Ouaki
Fabien Ouaki, né le 14 avril 1958 à Paris, est un homme d'affaires et éditeur français,.

## Biographie
Né dans une famille juive, il est le fils de Jules Ouaki, fondateur des magasins Tati en 1948. Fabien a pour précepteur, à l'âge de neuf ans, Joseph Haïm Sitruk, alors jeune rabbin en poste à Paris et cousin de son père, Jules Ouaki,. 
Quand ce rabin est muté à Strasbourg, celui qui le remplace ne suscite pas le même intérêt de la part de l'enfant, qui, à treize ans, se détourne de toute pratique religieuse,. 
En 1980, il fait la connaissance d'animateurs de la radio Ici et Maintenant, la première radio libre française. Deux d'entre-eux s'intéressaient au bouddhisme tibétain, dont Didier de Plaige, qui favorisa la visite et l’installation de maîtres tibétains en France. Un soir, l'un d'eux l'informa que Kalou Rinpoché donnait un enseignement à Paris comportant l’initiation de Tchénrezi auquel il assiste et décide de prendre refuge, voyant en Kalou Rinpoché une personnification authentique de la compassion,. 
Il rencontre une première fois le dalaï-lama par l'intermédiaire d'Orgyen, un des rares Tibétains accueillis en France en 1963 à l’initiative d'André Malraux alors ministre d'État, chargé des Affaires culturelles du gouvernement Georges Pompidou (2). 
À l'occasion d'une autre visite du dalaï-lama à Paris, il organisa une audience avec des écrivains et artistes français, coïncidant avec la première de Lung-Ta, un documentaire sur le Tibet qu'il a produit en 1990, réalisé par Marie de Poncheville avec la voix d'Isabelle Adjani. 
Après la mort de son père, il devient en 1991 président-directeur général des magasins Tati, et crée en 1993 une ligne branchée de Tati, La Rue est à nous.
En 1993, il retrouve le dalaï-lama à la première du film Little Buddha de Bernardo Bertolucci, et organise un colloque « Éthique et business » réunissant des chefs d'entreprise, des hommes politiques, des économistes et des chercheurs spécialistes de spiritualités le 26 octobre au palais des Congrès,,. 
Lors d'une audience à Marseille en septembre 1994, il lui propose un projet de livre basé sur des entretiens au sujet du business, de l'éthique, des hommes et de l'esprit, qui sera publié en 1996 sous le titre La Vie est à nous et traduit en plusieurs langues.
En 1995, il produit Molom, un long-métrage réalisé par Marie de Poncheville d'après un conte mongol. 
Il cosigne la préface de l'ouvrage Le Sens de la vie paru en 1996.
En 2006, il fonde les éditions du Moment avec le journaliste Yves Derai.

### Publications
- Avec le Dalai Lama et Anne Benson La vie est à nous, 1996, Albin Michel,  (ISBN 2-226-08537-8)
- Notre vie est à nous, 2018 , Du Relie Eds,  (ISBN 2354901844)